# Marcelo Torrez
Marcelo Jesús Torrez Contreras (Villa Montes, 8 de julio de 2006) es un futbolista boliviano. Juega como defensa en el Santos de la Serie A de Brasil.

## Trayectoria
Torrez comenzó su carrera en el equipo local en Atlético Pilcomayo antes de unirse al Proyecto Bolivia 2022, en 2020. En 2021, realizó una prueba en el Santos, la que cumple satisfactoriamente y se unió al club año siguiente, pero no pudo firmar un contrato debido a las reglas de la FIFA sobre jugadores menores de edad.
Torrez firmó su primer contrato profesional con el Santos el 17 de julio de 2024, poco después de cumplir 18 años.

## Selección nacional

### Categorías inferiores
Fue parte del plantel de la Selección de fútbol sub-17 de Bolivia que jugaría el Sudamericano Sub-17 de 2023, donde convirtió un gol contra Paraguay.
Por la selección sub-20 disputó el Sudamericano Sub-20 de 2025 en Venezuela.
| Torneo                      | Sede      | Resultado    | Partidos | Goles |
| --------------------------- | --------- | ------------ | -------- | ----- |
| Sudamericano Sub-17 de 2023 | Ecuador   | Primera fase | 4        | 1     |
| Sudamericano Sub-20 de 2025 | Venezuela | Primera fase | 3        | 0     |

### Selección absoluta
En 2024 recibió su primera convocatoria con la selección boliviana por Óscar Villegas para las eliminatorias al Mundial de 2026 para enfrentar a Chile, posteriormente volvió a ser nominado para jugar frente a Argentina y Ecuador.

## Clubes
| Club   | País   | Año           |
| ------ | ------ | ------------- |
| Santos | Brasil | 2024-presente |